# Matej Kochan
Matej Kochan (* 21. listopadu 1992, Brezno, Československo) je slovenský fotbalový záložník, od léta 2017 hráč klubu MFK Ružomberok.

## Klubová kariéra
Matej Kochan je odchovancem slovenského klubu FO ŽP ŠPORT Podbrezová, se kterým slavil po sezoně 2013/14 postup do nejvyšší slovenské ligy.

V 1. slovenské lize debutoval 11. července 2014 na stadionu Pasienky proti Slovanu Bratislava (porážka 1:2).
V červnu 2017 se dohodl na tříletém kontraktu s klubem MFK Ružomberok.

## Reprezentační kariéra
Byl členem slovenského reprezentačního výběru U21.